# Escuadrilla Acrobática Cruz del Sur
La Escuadrilla de Alta Acrobacia Cruz del Sur era el equipo oficial de vuelo acrobático de la Fuerza Aérea Argentina, que actualmente se encuentra sin actividad. La misma durante su vida operativa tenía asiento en la IV Brigada Aérea (Argentina). Esta escuadrilla realizó exihibiciones desde 1962 hasta su desaparición en 1985, siendo reactivado en el año 1997. Durante años empleó en sus exhibiciones aéreas siete aviones Sukhoi Su-29AR. Problemas presupuestarios y de repuestos significaron la desaparición de la escuadrilla.
Sin embargo, la Fuerza Aérea Argentina comenzó a preparar una nueva versión de la escuadrilla, la cual relanzó en 2013 con un nuevo esquema de pintura y la adquisición de 6 aviones IA-63 Pampa II de fabricación nacional, con el fin de estandarizar la línea de vuelo y re equiparse con un avión avanzado y de buenas prestaciones.
Pese al intento de relanzamiento de la escuadrilla en el año 2013, por cuestiones presupuestarias sólo se dotó de un avión a la misma, el IA-63 Pampa II que portaba la matrícula E-820. Esta aeronave fue pintada con el esquema previamente mencionado y el numeral 1, pero habiendo transcurrido años de inactividad de la escuadrilla, se procedió a repintar la aeronave con el esquema estándar de baja visibilidad que emplean el resto de las aeronaves IA-63 Pampa.

## Aviones utilizados
| Avión                      | Número | Periodo   |
| -------------------------- | ------ | --------- |
| North American F-86F Sabre | 6      | 1962-1985 |
| Sukhoi Su-29AR             | 7      | 1997-2010 |
| IA-63 Pampa                | 1      | 2013      |